# Edoardo De Angelis (regista)
Edoardo De Angelis (Napoli, 31 agosto 1978) è un regista, sceneggiatore e produttore cinematografico italiano.

## Biografia
Nato a Napoli, dov'è a tutt'oggi residente, cresce tra Portici (NA) e Caserta.
Dopo essere stato giocatore di pallanuoto, a 19 anni scopre il cinema e realizza i suoi primi cortometraggi tra le cave abbandonate e le campagne del capoluogo casertano.
Nel 2006 si diploma in regia presso il Centro sperimentale di cinematografia. Suo saggio di diploma è il cortometraggio Mistero e passione di Gino Pacino, storia di un uomo che sogna di fare l'amore con santa Lucia e perde la vista per il senso di colpa. Questo cortometraggio gli procura il premio della critica presso il 1° Küstendorf Film and Music Festival dove incontra Emir Kusturica e Paula Vaccaro che lo aiuteranno a realizzare il suo primo lungometraggio.
Nel 2011 realizza il suo lungometraggio di esordio Mozzarella Stories. Il regista serbo Emir Kusturica in un'intervista concessa a Il Venerdì di Repubblica ha definito Edoardo De Angelis un "talento visionario".
Prodotto da Bavaria Media Italia, Eagle Pictures e Centro Sperimentale di Cinematografia Production. Emir Kusturica è produttore esecutivo. Tra gli interpreti Aida Turturro, Luisa Ranieri, Massimiliano Gallo, Andrea Renzi e Luca Zingaretti.
Francesco Alberoni, dedica al film un editoriale del Corriere della Sera: "Gli artisti spesso intuiscono il senso dei tempi. Lo ha fatto Edoardo De Angelis nel suo bellissimo e divertente film".
Nel 2014, con la società fondata assieme a Pierpaolo Verga, la O' Groove, scrive dirige e produce il suo secondo lungometraggio: Perez., presentato in selezione ufficiale fuori concorso alla 71ª Mostra del Cinema di Venezia.
Nel 2016 firma l'episodio Magnifico Shock del film in tre episodi Vieni a vivere a Napoli, presentato in anteprima al Bifest.
Nel 2016 firma la regia e la sceneggiatura di Indivisibili, presentato alle Giornate degli autori della Mostra del cinema di Venezia, vincendo il Premio Pasinetti come miglior film e una menzione speciale alle gemelle esordienti Angela Fontana e Marianna Fontana. Il film vince inoltre 6 David di Donatello, 5 Nastri d'argento oltre al Premio Guglielmo Biraghi per Angela e Marianna Fontana e 8 Ciak d'oro.
Nel 2018 realizza Il vizio della speranza, che vince il premio del pubblico alla Festa del Cinema di Roma oltre al premio per miglior regista e miglior attrice protagonista al Tokyo International Film Festival,  1 David di Donatello, 3 Ciak d'oro e 3 Nastri d'argento.
Dello stesso anno anche il libro dal titolo omonimo, Il vizio della speranza.
Nel 2020 dirige una Tosca per il Teatro di San Carlo di Napoli con scenografie di Mimmo Paladino.
Sempre nel 2020 dirige il film per la televisione Natale in casa Cupiello, il primo capitolo di una trilogia sulla famiglia tratta dalle omonime commedie teatrali di Eduardo De Filippo che prosegue nel 2021 con Non ti pago e Sabato, domenica e lunedì (premiato con il Nastro d'argento al miglior film tv). 
Tra il 2021 e il 2022 dirige una serie televisiva Netflix original in sei episodi tratta dal romanzo di Elena Ferrante, La vita bugiarda degli adulti.
Nel 2023 pubblica con la casa editrice Bompiani il romanzo Comandante, scritto a quattro mani con Sandro Veronesi e ispirato all'eroica figura reale del comandante Salvatore Todaro. Il romanzo viene tradotto in nove lingue. 
Sempre nel 2023, il film Comandante apre, in concorso, la 80 Mostra del cinema di Venezia.

## Vita privata
Nel maggio 2017, in una cerimonia privata a Castel Volturno, Edoardo De Angelis si è sposato con l'attrice Pina Turco. Il loro primogenito, Giorgio, è nato nel luglio 2017. Il secondogenito Massimo è nato il 16 marzo del 2022.

## Filmografia

### Regista e sceneggiatore

#### Cinema
- Mozzarella Stories (2011)
- Perez. (2014) – anche produttore e attore (non accreditato)
- Magnifico Shock, episodio di Vieni a vivere a Napoli (2016)
- Indivisibili (2016)
- Il vizio della speranza (2018) – anche produttore
- Comandante (2023)

#### Televisione
- Natale in casa Cupiello – film TV (2020)
- Sabato, domenica e lunedì – film TV (2021)
- Non ti pago –  film TV (2021)
- La vita bugiarda degli adulti –  serie TV (2023)

#### Cortometraggi
- Okappa e Kappao (2000)
- Lo Scambio (2001)
- Mors Tua (2002)
- Tropical Snack (2005)
- Quanta donna vuoi (2004)
- Mistero e passione di Gino Pacino (2008)
- Fisico da spiaggia (2009)

### Solo regista
- Maradona: sogno benedetto (Maradona: sueño bendito) – serie TV, 3 episodi (2021)

### Solo sceneggiatore
- Andiamo a quel paese, regia di Ficarra e Picone (2014)
- L'ora legale, regia di Ficarra e Picone (2017)
- Vengo anch'io, regia di Nuzzo e Di Biase (2018)
- Una femmina, autore del soggetto, regia di Francesco Costabile  (2022)

### Produttore
- Perez di Edoardo De Angelis (2013)
- Il vizio della speranza di Edoardo De Angelis (2018)
- Una femmina di Francesco Costabile (2022)
- Comandante di Edoardo De Angelis (2023)
- Champagne - Peppino di Capri, regia di Cinzia TH Torrini – film TV (2025)

## Premi e riconoscimenti
- David di Donatello[13]
  - 2017 – Miglior sceneggiatura originale per Indivisibili
  - 2017 - Candidatura al miglior film per Indivisibili
  - 2017 – Candidatura al miglior regista per Indivisibili
  - 2024 - Candidatura al miglior produttore per Comandante
  - 2024 - Candidatura al David Giovani per Comandante
- Nastro d'argento[14]
  - 2017 – Candidatura al miglior regista per Indivisibili
  - 2024 - Candidatura al miglior film per Comandante
- Ciak d'oro[15]
  - 2017 – Miglior sceneggiatura per Indivisibili
  - 2017 – Candidatura alla miglior sceneggiatura per L'ora legale
- Festa del Cinema di Roma
  - 2018 – Premio del pubblico BNL per Il vizio della speranza
- Tokyo International Film Festival[16]
  - 2018 – Miglior regista per Il vizio della speranza